# Halltal (Gemeinde Mariazell)
Halltal ist eine ehemalige Gemeinde mit 321 Einwohnern (Stand 1. Jänner 2014) im Gerichtsbezirk Bruck an der Mur und im politischen Bezirk Bruck-Mürzzuschlag in der Steiermark. Seit 2015 ist sie im Rahmen der Gemeindestrukturreform in der Steiermark gemeinsam mit den vordem ebenfalls selbständigen Gemeinden Gußwerk und Sankt Sebastian bei der Stadtgemeinde Mariazell eingemeindet.

## Geografie
Halltal liegt im gleichnamigen Tal östlich von Mariazell. Durch den Ort fließt die Salza.
Nahe Halltal liegt der Hubertussee im Tal der Walster.
Der Ortsname ist ein typischer Hall-Name der Salzgewinnung.

### Gliederung
Das Gemeindegebiet bestand aus der einzigen Katastralgemeinde Halltal und umfasste folgende sechs Ortschaften (in Klammern Einwohnerzahl Stand 1. Jänner 2024):
- Freingraben (0)
- Halltal (198)
- Mooshuben (61)
- Rechengraben (12)
- Schöneben (0)
- Walstern (16)

## Politik

### Gemeindevertretung
Letzter Bürgermeister war Herbert Fuchs (SPÖ).

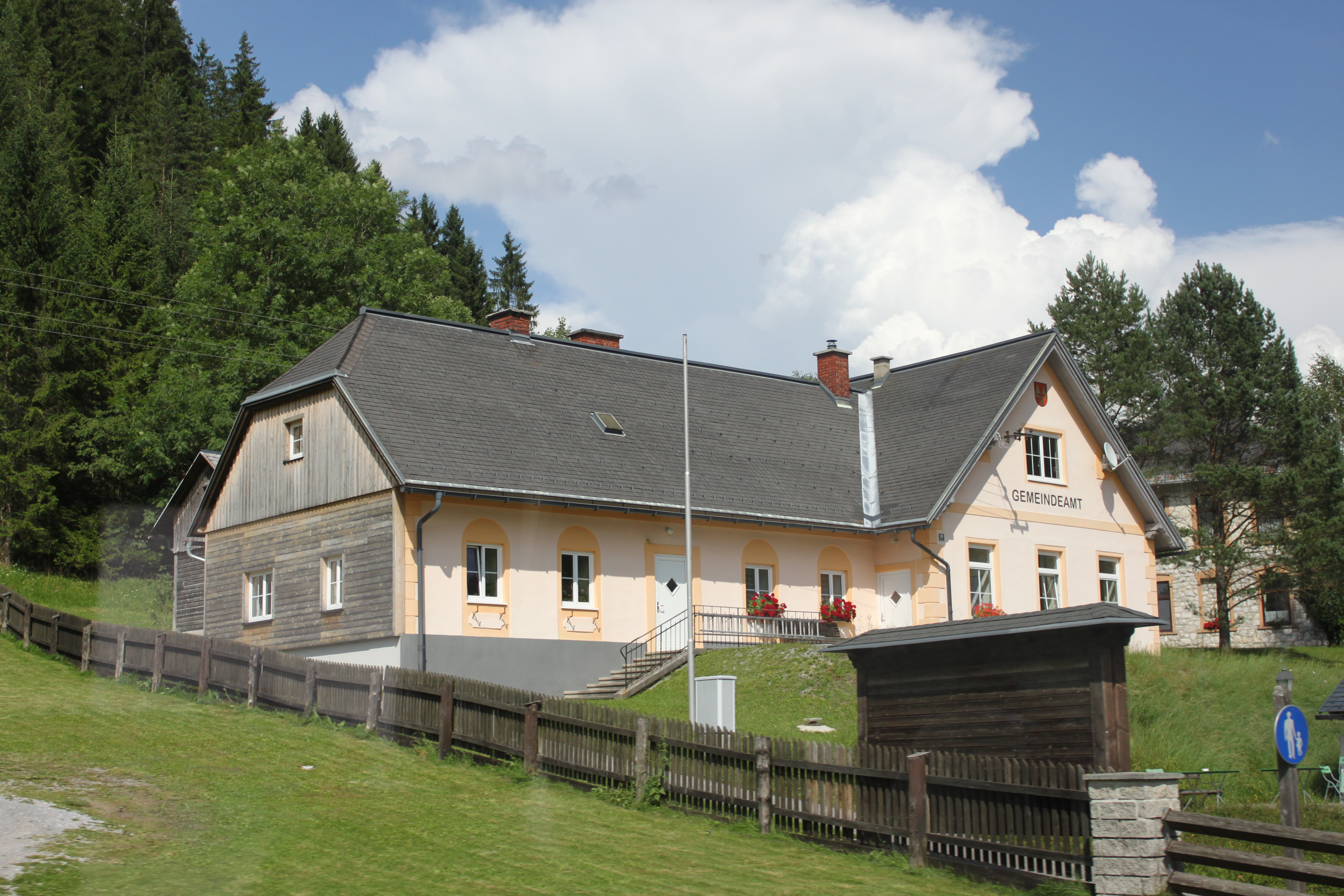
Ehemaliges Gemeindeamt Halltal

In Halltal besteht eine Bürgerservicestelle der Stadtgemeinde Mariazell.

### Regionalpolitik
Der Ort ist Teil der Leader-Region Mariazellerland–Mürztal und Mitglied in der Agenda-21- und Tourismusregion Mariazeller Land, dessen steirische Gemeinden auch die Regionext-Kleinregion des Namens bilden.

## Persönlichkeiten
In der Ortschaft Freingraben kam am 4. August 1920 die steirische Mundartdichterin Martha Wölger, geb. Goldgruber zur Welt, in Halltal kam am 15. März 1937 Otto Strohmaier, Benediktinerabt von St. Lambrecht, zur Welt.